# St. Croix Falls, Wisconsin
St. Croix Falls là một thành phố thuộc quận Polk, tiểu bang Wisconsin, Hoa Kỳ. Năm 2000, dân số của thành phố này là 2033 người.